# Municipio de Trenton (Dakota del Norte)
El municipio de Trenton (en inglés: Trenton Township) es un municipio ubicado en el condado de Williams en el estado estadounidense de Dakota del Norte. En el año 2010 tenía una población de 541 habitantes y una densidad poblacional de 6,43 personas por km².

## Geografía
El municipio de Trenton se encuentra ubicado en las coordenadas 48°4′16″N 103°48′19″O / 48.07111, -103.80528. Según la Oficina del Censo de los Estados Unidos, el municipio tiene una superficie total de 84.13 km², de la cual 79,06 km² corresponden a tierra firme y (6,02 %) 5,07 km² es agua.

## Demografía
Según el censo de 2010, había 541 personas residiendo en el municipio de Trenton. La densidad de población era de 6,43 hab./km². De los 541 habitantes, el municipio de Trenton estaba compuesto por el 45,84 % blancos, el 42,33 % eran amerindios, el 0,18 % eran asiáticos y el 11,65 % eran de una mezcla de razas. Del total de la población el 2,59 % eran hispanos o latinos de cualquier raza.